# Nørre Herlev-stenen
Nørre Herlev-stenen (også kendt som Herlev- eller Freerslev-stenen) er en runesten, fundet i Nørre Herlev Sogn i 1876. Stenen blev indsendt til Nationalmuseet med et gavebrev, der fortalte at den var fundet i et stendige i Freerslev. Erik Moltke betragtede stenen som falsk på baggrund af sprog- og runeformer, men denne tolkning er i nyere tid diskuteret af Marie Stoklund.

## Indskrift
| Translitteration | : ąslaikiR : raisti stain : \| : ikisafaisiną(þ) \| : in : ukunitRsk(þ)lasa--...i : i(þ)kafthąn(s)rnr-(i)si |
| Transskription   | AslæikæR ræisti stæin ...                                                                                   |
| Oversættelse     | Aslak rejste sten ...                                                                                       |